# Arthur Miller
Arthur Asher Miller (Nueva York, 17 de octubre de 1915-Roxbury, Connecticut, 10 de febrero de 2005) fue un dramaturgo y guionista estadounidense y una figura controvertida en el teatro estadounidense del siglo XX. Entre sus obras más populares, están Todos eran mis hijos (1947), Muerte de un viajante (1949), Las brujas de Salem (1953) y Panorama desde el puente (1955, revisado en 1956). Escribió varios guiones y fue más conocido por su trabajo en "The Misfits" (1961). El drama Muerte de un viajante se incluyó en la lista de las mejores obras de teatro estadounidenses del siglo XX.
Miller estuvo a menudo en el ojo público, particularmente a fines de la década de 1940, 1950 y principios de la década de 1960. Durante este tiempo, recibió un Premio Pulitzer por Drama,  testificó ante el Comité de Actividades Antiestadounidenses de la Cámara de Representantes de los Estados Unidos y se casó con Marilyn Monroe. En 1980, recibió el Premio Literario de St. Louis de los Asociados de la Biblioteca de la Universidad de San Luis. Recibió el Premio Príncipe de Asturias, el premio Praemium Imperiale en el 2002 y el Premio Jerusalén en el 2003, así como el Premio Dorothy y Lillian Gish, en 1999.

## Biografía
Fue hijo de una familia de inmigrantes judíos polacos. Su padre, Isidore, poseía una próspera empresa textil, lo que permitió a la familia vivir en Manhattan, junto a Central Park. Sin embargo, la Gran Depresión acabó con la empresa familiar, por lo que la familia tuvo que mudarse a un modesto apartamento en Brooklyn. Este apartamento le serviría posteriormente como modelo de la vivienda del protagonista de Muerte de un viajante.
Acabado el bachillerato, trabajó en un almacén de repuestos para automóviles para poder costearse la universidad. Estudió periodismo en la Universidad de Míchigan, en la cual recibió el primero de los premios de su vida, el Premio Avery Hopwood, gracias a uno de sus primeros trabajos, Honors at Dawn. En 1938, tras su graduación, se trasladó nuevamente a Nueva York, donde se ganó la vida escribiendo guiones radiofónicos.
Se casó en tres ocasiones. El 5 de agosto de 1940 con su novia del colegio, Mary Slattery, la hija católica de un vendedor de seguros. La pareja tuvo dos hijos, Jane y Robert (director, escritor y productor). El matrimonio se divorció en 1956. Luego se casó con Marilyn Monroe (1956-1961, divorciados) y después con la fotógrafa de prensa Inge Morath (1962-2002, año en el que Inge muere). Con Inge tuvo dos hijos, el segundo de los cuales, Daniel, nació en 1966 con síndrome de Down y, en contra de los deseos de la madre, Miller dispuso que fuera internado en cuestión de días en una institución pública. Miller jamás hablaba de este hijo y mostraba escaso o nulo interés por él. Solo lo reconoció en su testamento, haciéndole heredero a partes iguales con sus tres hermanos. Su hija es la realizadora, guionista, escritora y actriz Rebecca Miller casada con el también actor Daniel Day-Lewis.

### Fallecimiento
Miller murió la noche del 10 de febrero de 2005 (coincidiendo con el 56 aniversario del estreno en Broadway de Muerte de un viajante) a los 89 años de cáncer de vejiga e insuficiencia cardiaca, en su casa de Roxbury, Connecticut. Había estado en cuidados paliativos en el apartamento de su hermana en Nueva York desde su salida del hospital el mes anterior. Estaba rodeado de Barley, familiares y amigos. Su cuerpo fue enterrado en el cementerio Roxbury Center de Roxbury.
Pocas horas después de la muerte de su padre, Rebecca Miller, que se había opuesto sistemáticamente a la relación con Agnes Barley, le ordenó que desalojara la casa que compartía con Arthur.

## La obra y su significado
A los 28 años estrenó su primera obra en Broadway, la comedia Un hombre con mucha suerte, que solo estuvo en cartelera en cuatro representaciones. En 1947 estrena Todos eran mis hijos, la cual permaneció en cartelera durante casi un año y recibió en 1948 el Premio de la Crítica otorgado por el Círculo de Críticos de Teatro de Nueva York. En esta obra denuncia el cinismo de las empresas armamentísticas. 
Ya desde sus primeros títulos deja entrever lo que sería el elemento fundamental de toda su obra: la crítica social, que denuncia los valores conservadores que comenzaban a asentarse en la sociedad de Estados Unidos. Su consagración definitiva se produce en 1949, con Muerte de un viajante, en la que denuncia el carácter ilusorio del sueño americano. En 1988, Miller declararía: «Jamás imaginé que adquiriría las proporciones que ha tenido. Era una obra literal sobre un vendedor, pero luego se convirtió en un mito, no sólo aquí, sino en muchas otras partes del mundo». Afirmó también: «Trabaja uno toda la vida para comprar una casa, y cuando, por fin, la casa ya es de uno... no hay quien viva en ella», con la misma postura acerca de las consecuencias del capitalismo. La obra fue galardonada con el Premio Pulitzer, con tres Premios Tony y de nuevo con el de la Crítica de Nueva York.
En la década de 1950 fue víctima de la caza de brujas. Acusado de simpatías comunistas por Elia Kazan, rehusó revelar los nombres de los miembros de un círculo literario sospechoso de tener vínculos con el Partido Comunista ante la Comisión de Actividades Antiamericanas en 1956, acogiéndose a la protección constitucional. A pesar de las presiones que sufrió (le fue retirado el pasaporte, no pudiendo viajar a Bruselas para asistir al estreno de una de sus obras), Miller no dio ningún nombre, declarando que, aunque había asistido a reuniones en 1947 y firmado algunos manifiestos, no era comunista. En mayo de 1957 se le declaró culpable de desacato al Congreso por haberse negado a revelar nombres de supuestos comunistas. Sin embargo, en agosto de 1958, el Tribunal de Apelación de los Estados Unidos anuló la sentencia, de forma que no tuvo que ingresar en la cárcel.
La atmósfera de aquel tiempo se plasmó en Las brujas de Salem (The crucible, 1953). En esta obra se sirve de un acontecimiento real del siglo XVII para atacar la caza de brujas dirigida por el senador McCarthy de la que él mismo fue víctima. También en la década de 1950 publicó Recuerdo de dos lunes (1955) y Panorama desde el puente (1955), llevada con éxito al cine y al teatro y con la que obtuvo su segundo premio Pulitzer. El 29 de junio de 1956 se casó con Marilyn Monroe, matrimonio que duraría cuatro años y medio. 
En 1961 escribe el guion de The Misfits (Vidas rebeldes; Los inadaptados, en Argentina), escrito para su mujer, Marilyn Monroe y llevada al cine por John Huston, contando además con Montgomery Clift y Clark Gable como protagonistas. Esta sería la última película de Marilyn y de Gable, fallecidos ambos poco después del rodaje. 
En 1964, Miller reflejó los cinco atormentados años de relación con Marilyn en la controvertida Después de la caída, con el carácter autodestructivo de la protagonista, Maggie. Otras obras suyas son Incidente en Vichy (1964), El precio (1968), su último éxito de crítica y público, y La creación del mundo (1972). 
La década de 1970 fue el comienzo de una etapa de oscuridad, en la que fue etiquetado de anticuado, moralista y sermoneador. En 1976 escribe y publica Focus (En el punto de mira) novela que en palabras del mismo Miller, fue escrita con cierta urgencia, dada la atmósfera antisemita, resurgida en esos momentos. El protagonista de esta novela es el Sr. Newman, a quien la vida le cambia a partir del día que compra un par de gafas para mejorar su visibilidad, gafas que le dan el aspecto de un judío cincuentón. Newman, quien ha despedido a cierta secretaría de apellido judío, por órdenes estrictamente superiores, vivirá en carne propia el fruto podrido del odio racial, practicado por una sociedad aparentemente civilizada, políticamente correcta, pero con un trasfondo cruel e hipócrita.
Miller no saldrá de su relativo ostracismo hasta 1994, con el éxito de Cristales rotos. Durante esta etapa de oscuridad, viaja por todo el mundo, siendo aclamado como un clásico vivo, pero encontrando en su país cada vez más dificultades para estrenar. 
Miller es conocido por su intenso activismo político y social. Arremetió contra la deshumanización de la vida estadounidense; se aproximó al marxismo, criticándolo más tarde; se opuso activamente a la caza de brujas de McCarthy y denunció la intervención de Estados Unidos en Corea y Vietnam. Fue delegado en la convención demócrata de 1968, pero terminó en una posición escéptica respecto de la política. Como escritor, obtuvo su mayor éxito con la publicación en 1987 de su autobiografía Vueltas al tiempo. 
En 1998 escribió Las conexiones del señor Peter y en 2000 vuelve a estrenar en Broadway El descenso del monte Morgan, escrita en 1991 y para la que tardó diez años en encontrar una producción adecuada. Buena parte de su obra está accesible en español.
Recibió el Premio Príncipe de Asturias de las Letras en 2002. En ese mismo año se estrena su nueva obra Resurrection Blues y se realizan en Nueva York nuevos montajes de The Man Who Had All the Luck y The Crucible. En 2004 estrena su última obra Finishing the Picture y se repone After the Fall.

## Premios y reconocimientos
Premios Óscar
| Año  | Categoría            | Película  | Resultado |
| ---- | -------------------- | --------- | --------- |
| 1997 | Mejor Guion Adaptado | El crisol | Nominado  |

## Obras
- No Villain (1936)
- They Too Arise (1937, basado en No Villain)
- Honors at Dawn (1938, basado en They Too Arise)
- The Grass Still Grows (1938, basado en They Too Arise)
- The Great Disobedience (1938)
- Listen My Children (1939, con Norman Rosten)
- The Golden Years (1940)
- The Man Who Had All the Luck (1940). Un hombre de suerte
- The Half-Bridge (1943)
- Focus. En el punto de mira (1945, novela)
- All My Sons (1947). Todos eran mis hijos.
- Death of a Salesman (1949). Muerte de un viajante
- An Enemy of the People (1950, basado en Un enemigo del pueblo, de Henrik Ibsen)
- The Crucible (1953). Las brujas de Salem
- A View from the Bridge (1955). Panorama desde el puente
- A Memory of Two Mondays (1955). Recuerdo de dos lunes
- After the Fall (1964). Después de la caída
- Incident at Vichy (1964). Incidente en Vichy
- The Price (1968). El precio
- Fame (1970, para TV)
- The Creation of the World and Other Business (1972). La creación del mundo
- The Archbishop's Ceiling (1977)
- The American Clock (1980)
- Playing for Time (1980, para TV)
- Elegy for a Lady (1982, pieza breve, primera parte de Two Way Mirror)
- Some Kind of Love Story (1982, pieza breve, segunda parte de Two Way Mirror)
- I Think About You a Great Deal (1986)
- Playing for Time (versión previa, 1985)
- I Can’t Remember Anything (1987, recogida en Danger: Memory!)
- Timebends, 1987. Vueltas al tiempo, memorias.
- Clara (1987, recogida en Danger: Memory!)
- The Last Yankee (1991)
- The Ride Down Mt. Morgan (1991). El descenso del monte Morgan
- Plain Girl, Una chica cualquiera (1992)
- Broken Glass (1994)
- Mr Peter’s Connections (1998)
- Resurrection Blues (2002)
- Finishing the Picture (2004)

## Legado
Miller escribió durante más de siete décadas y, en el momento de su muerte, se le consideraba uno de los más grandes dramaturgos del siglo XX.  algunos le llamaron el último gran profesional de la escena estadounidense, y los teatros de Broadway oscurecieron sus luces en señal de respeto. El alma mater de Miller, la Universidad de Míchigan, inauguró el Arthur Miller Theatre en marzo de 2007. Por expreso deseo de Miller, es el único teatro del mundo que lleva su nombre.
Las cartas, notas, borradores y otros documentos de Miller se conservan en el Harry Ransom Humanities Research Center de la Universidad de Texas en Austin.
Miller también es miembro del American Theater Hall of Fame. Fue incluido en 1979.
En 1993, recibió el Premio Cuatro Libertades (Four Freedoms) a la Libertad de Expresión.
En 2017, su hija, Rebecca Miller, escritora y cineasta, completó un documental sobre la vida de su padre, Arthur Miller: Escritor.
El planeta menor 3769 Arthurmiller lleva su nombre.